# Danny Blind
Dirk Franciscus "Danny" Blind (* 1. srpna 1961, Oost-Souburg) je bývalý nizozemský fotbalista. Nastupoval především na postu obránce. V současnosti je trenérem A-mužstva nizozemské reprezentace.

V letech 1995 a 1996 byl vyhlášen nizozemským fotbalistou roku, v anketě Gouden Schoen, kterou od roku 1982 společně pořádaly noviny De Telegraaf a nizozemský fotbalový magazín Voetbal International.
Je otcem fotbalisty Daleyho Blinda.

## Klubová kriéra
V Nizozemsku hrál za Spartu Rotterdam a Ajax.
S Ajaxem Amsterdam dosáhl mimořádných úspěchů v evropských pohárech, získal všechny nejvýznamnější pohárové trofeje, jaké evropský hráč jeho doby mohl: Ligu mistrů UEFA (1994/95), Pohár vítězů pohárů (1986/87), Pohár UEFA (1991/92), Superpohár UEFA (1995) a Interkontinentální pohár (1995). Celkem v evropských pohárech odehrál 84 zápasů a vstřelil 2 góly.
Pětkrát též vyhrál nizozemskou ligu (1989/90, 1993/94, 1994/95, 1995/96, 1997/98) a čtyřikrát nizozemský pohár (1987, 1993, 1998, 1999).

## Reprezentační kariéra
V A-týmu Nizozemska debutoval 29. 4. 1986 v přátelském utkání v Eindhovenu proti Skotsku (remíza 0:0).
S nizozemskou reprezentací získal bronzovou medaili na mistrovství Evropy 1992. Hrál i na dvou světových šampionátech (1990, 1994) a na mistrovství Evropy 1996. Celkem za národní mužstvo odehrál 42 zápasů a vstřelil 1 gól. 